# Ludwig Rudolf Alioth

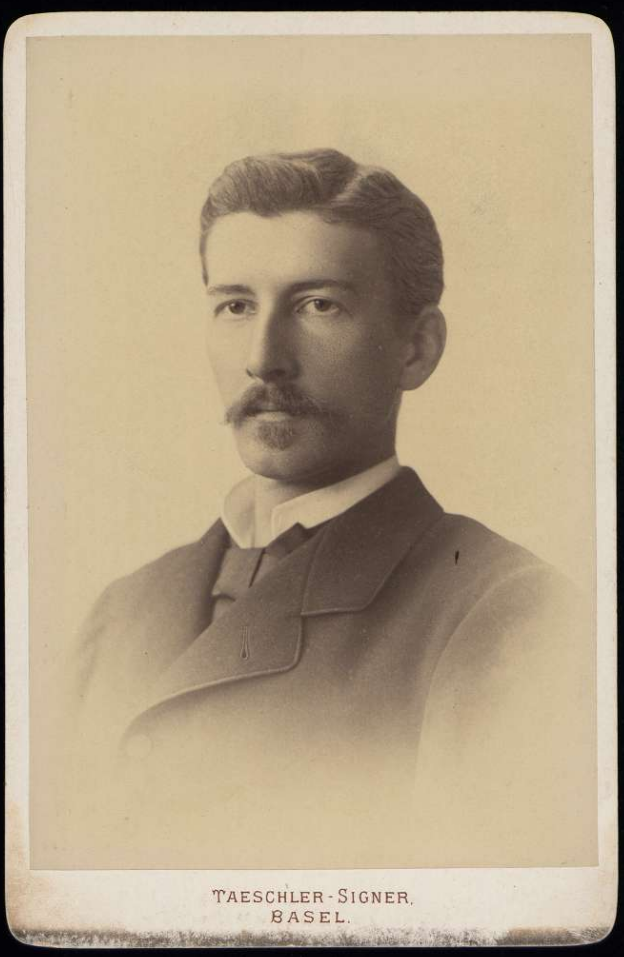
Ludwig Rudolf Alioth-von Speyr

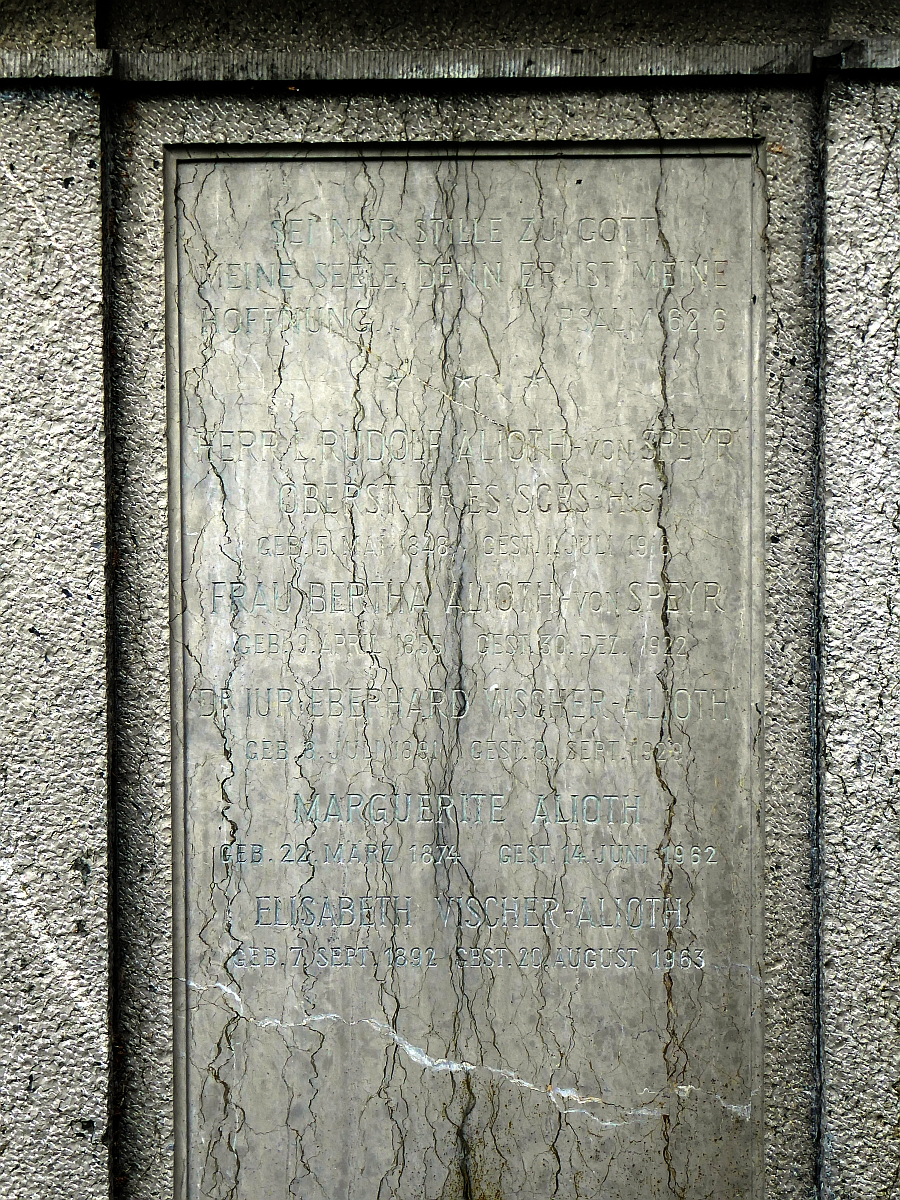
Grab auf dem alten Friedhof von Arlesheim, Basel-Landschaft

Ludwig Rudolf Alioth (* 5. Mai 1848 in Arlesheim, Kanton Basel-Landschaft; † 1. Juli 1916 ebenda) war ein Pionier der schweizerischen Elektroindustrie.

## Leben und Werk
Sein Vater Daniel August Alioth besass die Schappe-Spinnerei J.S. Alioth & Cie. und war u. a. 1849 Mitgründer und Verwaltungsrat der Baselbieter Hypothekenbank sowie 1863 der Basler Versicherungsgesellschaft. Ludwig studierte an der Universität Lausanne und in den Vereinigten Staaten und war danach als Ingenieur technischer Leiter und Teilhaber im elterlichen Betrieb. Als dieser 1881 liquidiert wurde, gründete er zusammen mit Emil Bürgin in Basel, später in Münchenstein ein elektrisches Fabrikationsgeschäft zur Produktion von Motoren, Apparaten und Lokomotiven. Nachdem Bürgin nach 1893 aus der Firma ausgeschieden war, wurde daraus 1895 die Elektrizitätsgesellschaft Alioth (EGA).
In den Jahren 1906–1908 baute er zusammen mit Rieter das Kraftwerk Burglauenen mit Druckleitungen für die Jungfraubahn  und die Elektrifizierung der Wengernalpbahn und der Berner Oberland-Bahnen. Ab 1909 lieferte er Zahnradlokomotiven für die Elektrifizierung der Wengernalp- und der Schynige Platte-Bahn, die heute noch in Betrieb sind.
1911 schloss sich sein Unternehmen mit der Brown, Boveri & Cie. zusammen, die fortan ihre Lokomotiven in Münchenstein ausrüstete.
1903 verlieh ihm die Universität Lausanne einen Ehrendoktortitel. Er war ferner Oberst der Genietruppen.
Alioth heiratet 1873 Bertha, geborene von Speyr. Ihre älteste Tochter war die Pianistin und Komponistin Marguerite. Die jüngste Tochter war die Frauenrechtlerin, Journalistin un Sozialaktivistin Elisabeth (1892–1963). Diese war mit dem Juristen Eberhard Vischer (1891–1929), dem Sohn des Theologen Eberhard Vischer (1865–1946) verheiratet.
Ludwig Rudolf Alioth fand seine letzte Ruhestätte auf dem ehemaligen Friedhof in Arlesheim.